# Dahl-Riff
Das Dahl-Riff ist ein schmales, bei Ebbe über den Meeresspiegel ragendes Felsenriff vor der Budd-Küste des ostantarktischen Wilkeslands. Es liegt 2,2 km nordwestlich des Stonehocker Point auf der Clark-Halbinsel.
Der australische Hydrograph D’Arcy Thomas Gale (* 1911) kartierte das Riff erstmals im Zuge der Vermessungen der Newcomb Bay bei der 1962 durchgeführten Kampagne im Rahmen der Australian National Antarctic Research Expeditions. Namensgeber ist Egil Dahl, Dritter Maat auf dem Forschungsschiff Thala Dan bei dieser Forschungsreise.